# Dolmen de Cruz-Menquen
Le dolmen de Cruz-Menquen (Cruz-Moquen) est un dolmen situé à Carnac, dans le Morbihan en France.

## Historique
Lukis en a dressé un plan en 1866 et le dolmen a été fouillé par James Miln en 1878,. Le dolmen est classé au titre des monuments historiques par arrêté du 11 septembre 1929.

## Description
À l'origine, il s'agissait d'un dolmen à couloir,. Désormais ruiné, il ne comporte plus que trois orthostates d'environ 1 m de hauteur, sur lesquels repose une unique table de couverture d'environ 2,5 m sur 2 m surmontée d'une croix d'environ 2,5 m de haut. Le tumulus est désormais quasiment complètement arasé.
Miln y recueillit des fragments de poterie, des silex taillés et une fusaïole en terre cuite. Ce mobilier est conservé au Musée de Préhistoire de Carnac.

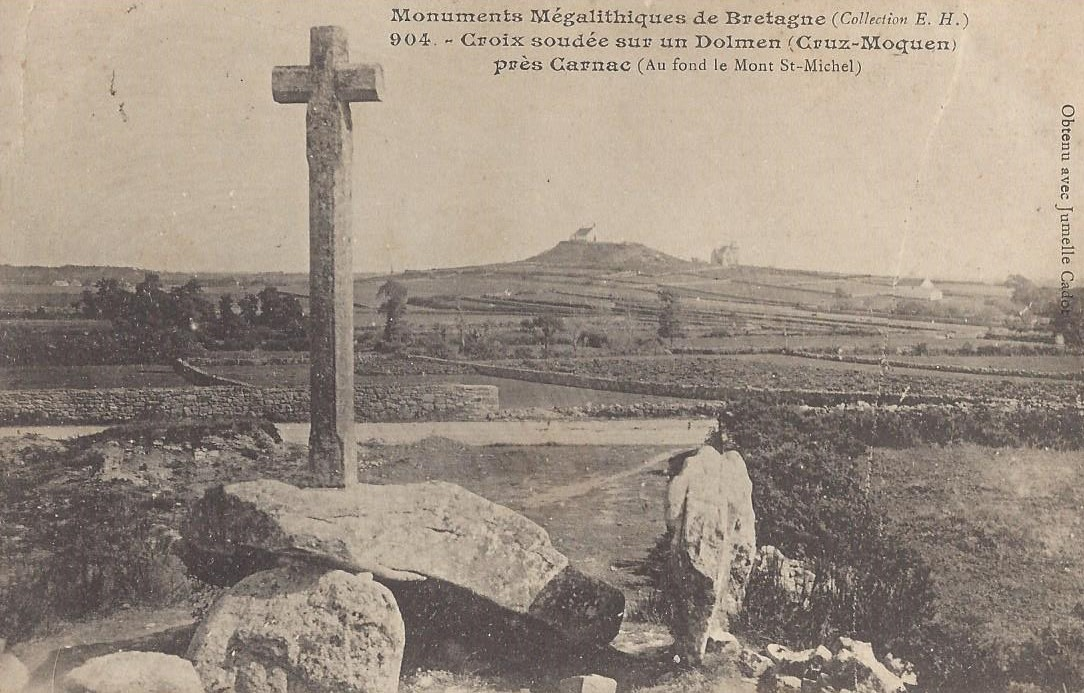
Le dolmen un peu avant 1903, la table n'a pas encore été redressée. En arrière-plan, le Tumulus Saint-Michel est bien visible.

## Folklore
La tradition voulait que les jeunes filles en mal de mari s'assoient sur la dalle les jupons relevés lors d'une nuit de pleine lune. Les femmes en mal d'enfant pouvaient également venir s'y frotter pour favoriser la conception. C'est pour contrer ces pratiques païennes que le clergé aurait décidé la christianisation du mégalithe par l'adjonction d'une croix, à une époque indéterminée. 

## Iconographie
Cette christianisation fera son succès iconographique. Le dolmen, déjà christianisé, est représenté en 1823 par Jorand sous le titre Croix et Dolmin de Kerland. Il est présent dans L'Univers pittoresque de 1845 à une échelle très exagérée. Représenté d'une manière plus réaliste et raisonnable dans Monuments anciens et modernes de Gailhabaud en 1845. On le retrouve dans les Voyages pittoresques de Taylor en 1847. En 1878, il est représenté dans les éditions anglaise (Rude stone monuments in all countries) et française (Les monuments mégalithiques de tous pays) de l'ouvrage de James Fergusson. Il figure aussi sur plusieurs éditions de cartes postales dès 1900.